# Kerk van Nieuweschoot
De kerk van Nieuweschoot is een kerkgebouw in Nieuweschoot in de Nederlandse provincie Friesland.

## Beschrijving
De kerk zonder toren staat aan de oostzijde van de begraafplaats Schoterhof. Aan de zuidzijde bevindt zich een crematorium. De laatgotische kerk is gebouwd in de 15e eeuw, of in de 17e eeuw met hergebruik van kloostermoppen. In de acht rondboogvensters bevindt zich glas-appliqué uit 1976 dat gemaakt is door Hans Niemeijer. De kerk is in gebruik is als aula. Een orgel, een preekstoel en kerkbanken zijn niet meer aanwezig. De kerk is een rijksmonument.

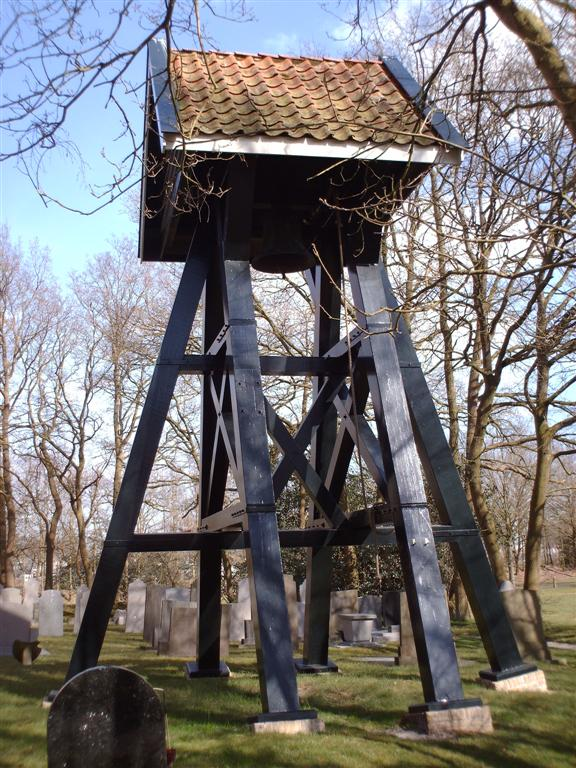
Klokkenstoel

In de vrijstaande klokkenstoel op het kerkhof aan de zuidzijde van het kerkgebouw hangt sinds 2009 weer de oude gerestaureerde klok (14e eeuw) die in Museum Willem van Haren werd bewaard. De klok (1986) van Eijsbouts werd opgehangen in de klokkenstoel bij de hervormde kerk van Mildam.